# Тріатлон на літніх Олімпійських іграх 2024
Змаганнях з тріатлону на літніх Олімпійських іграх 2024 у Парижі відбулися 31 липня і 5 серпня. В особистих змаганнях взяли участь 110 спортсменів (по 55 кожної статі). У другий день змагань розігрувалися нагороди в змішаній естафеті, і в ній взяли участь 15 збірних (всього 60 тріатлоністів).

## Формат
Олімпійський тріатлон складається з трьох дисциплін: плавання на 1,5 км, велоперегони на 40 км і забіг на 10 км.
У змішаній естафеті беруть участь команди з чотирьох осіб (по двоє чоловіків і жінок). Кожен спортсмен долає дистанцію, яка складається з 300 метрів плавання, 8 кілометрів велоперегонів і 2 кілометрів бігу.

## Кваліфікація
Кваліфікаційний період розпочнеться 27 травня 2022 року та буде тривати рівно два роки. Буде розподілено 110 квот (по 55 кожної статі), з максимальною кількістю трьох спортсменів однієї статі для одного НОКу. Як країна-господар Франція автоматично отримала чотири місця за квотою (по два для кожної статі), тоді як НОК з найвищим рейтингом отримає по два місця серед чоловіків і двох жінок відповідно до чемпіонатів світу зі змішаної естафети 2022 та 2023 років.
Шість НОКів з найкращим олімпійським кваліфікаційним рейтингом у змішаній естафеті, що буде опублікований 25 березня 2024 року, отримають по дві квоти для чоловіків та жінок. 17 травня 2024 року відбудеться кваліфікаційні змагання у змішаній естафеті, де ще дві країни зможуть отримати ліцензії. 27 травня 2024 року буде опублікований індивідуальний олімпійський кваліфікаційний рейтинг, згідно з яким буде розподілено по 26 квот серед чоловіків та жінок. Також по одній квоті отримають найкращі представники кожного з п'яти континентів, які ще не пройшли кваліфікацію згідно з іншими критеріями. Два індивідуальні місця, що залишилися, будуть розподілені рішенням Тристоронньої комісії.

## Розклад
Вказано центральноєвропейський час (UTC+2).Час проведення будь-якого змагання може бути змінено. 
| Дисципліна       | Дата     | Час початку |
| ---------------- | -------- | ----------- |
| Чоловіки         | 30 липня | 08:00       |
| Жінки            | 31 липня | 08:00       |
| Змішана естафета | 5 серпня | 08:00       |

## Медалі

### Таблиця медалей
*   Країна-господарка (Франція)
| Місце               | NOC                 | Золото | Срібло | Бронза | Загалом |
| ------------------- | ------------------- | ------ | ------ | ------ | ------- |
| 1                   | Велика Британія     | 1      | 0      | 2      | 3       |
| 2                   | Франція*            | 1      | 0      | 1      | 2       |
| 3                   | Німеччина           | 1      | 0      | 0      | 1       |
| 4                   | Нова Зеландія       | 0      | 1      | 0      | 1       |
| 4                   | США                 | 0      | 1      | 0      | 1       |
| 4                   | Швейцарія           | 0      | 1      | 0      | 1       |
| Загалом (6 збірних) | Загалом (6 збірних) | 3      | 3      | 3      | 9       |

### Дисципліни
| Дисципліна       | Золото                                                             | Срібло                                                         | Бронза                                                                        |
| ---------------- | ------------------------------------------------------------------ | -------------------------------------------------------------- | ----------------------------------------------------------------------------- |
| Чоловіки         | Алекс Ї · Велика Британія                                          | Гейден Вайлд · Нова Зеландія                                   | Лео Бергер · Франція                                                          |
| Жінки            | Кассандра Богран · Франція                                         | Жулі Деррон · Швейцарія                                        | Бет Поттер · Велика Британія                                                  |
| Змішана естафета | Тім Гельвіг · Ліза Терч · Лассе Люрч · Лаура Ліндеманн · Німеччина | Сет Райдер · Тейлор Співі · Морган Пірсон · Тейлор Кнібб · США | Алекс Ї · Джорджія Тейлор-Браун · Сем Дікінсон · Бет Поттер · Велика Британія |